# Rhacaplacarus contrarius
Rhacaplacarus contrarius är en kvalsterart som först beskrevs av Wojciech Niedbała 1984.  Rhacaplacarus contrarius ingår i släktet Rhacaplacarus och familjen Phthiracaridae. Inga underarter finns listade i Catalogue of Life.